# España en el Festival de la Canción de Eurovisión 2010
Tabla de información para la representación de España en el Festival de la Canción de Eurovisión 2010.
España participó en el Festival de la Canción de Eurovisión 2010, que se celebró en Oslo (Noruega). Esta fue la participación número 50 de RTVE en el festival, habiendo participado sin interrupción desde 1961.
Radiotelevisión Española confirmó su presencia en el festival el 27 de noviembre de 2009 mediante un comunicado en el que se anunciaba el proceso de selección del participante, similar al utilizado en 2008 y 2009. Se seleccionaron diez candidatos mediante una votación en línea y, el 22 de febrero de 2010, actuaron en una gala llamada Eurovisión'10: Destino Oslo. El ganador de dicha gala fue Daniel Diges y su canción Algo pequeñito.

## Proceso de selección

### "Destino Eurovision, Destino Oslo: ¡Tu país te necesita!"(Votación en línea)
En noviembre de 2009, Radiotelevisión Española anunció sus planes para el Festival de la Canción de Eurovisión 2010, que se celebrará en mayo en Oslo (Noruega). Al igual que en 2008 y 2009, internet desempeña un papel importante en la preselección. El día 4 de diciembre, TVE abrió el plazo para mandar canciones mediante un formulario en su web. Este plazo se cerró el día 12 de enero, con un total de 507 candidaturas recibidas, de las cuales fueron aceptadas 313.
Aunque la lista oficial de los candidatos no fue anunciada por RTVE.es hasta que comenzaron las votaciones el día 18 de enero, los artistas empezaron a dar a conocer sus canciones a través del portal de vídeos YouTube u otras redes sociales.
Durante el proceso de votación, que duró desde el 18 de enero hasta el 5 de febrero, fueron registrados más de 5.722.596, unos 100.000 más que en 2009.
El 21 de enero, RTVE descalificó a cuatro canciones alegando que no cumplían las normas establecidas por la cadena. Entre ellas Pop Star Queen, que encabezaba la votación en el momento de la eliminación; Chimo Bayo, que se encontraba en tercera posición; Kejío; y Juan Losada. El 4 de febrero otras cuatro canciones fueron descalificadas: El Pezón Rojo, que lideraban la votación en línea y fueron descalificados después de que se mostrara que su canción fue lanzada en un podcast en 2008; Kito & Rafa, Rose Avalon y Sonia Monroy.
| Posición | Cantante             | Canción                 | Votos   |
| -------- | -------------------- | ----------------------- | ------- |
| 1        | Coral Segovia        | "En una vida"           | 292.522 |
| 2        | John Cobra           | "Carol"                 | 269.919 |
| 3        | Lorena               | "Amor mágico"           | 188.778 |
| 4        | Samuel y Patricia    | "Recuérdame"            | 188.470 |
| 5        | Daniel Diges         | "Algo pequeñito"        | 187.391 |
| 6        | Fran Dieli           | "Cuando se trata de ti" | 187.213 |
| 7        | Venus                | "Perfecta"              | 183.753 |
| 8        | Anabel Conde         | "Sin miedos"            | 182.528 |
| 9        | José Galisteo        | "Beautiful Life"        | 180.145 |
| 10       | Ainhoa Cantalapiedra | "Volveré"               | 176.912 |

### Gala Final:"Eurovisión'10: Destino Oslo"
El 22 de febrero de 2010, los diez clasificados en la votación en línea compitieron de nuevo en una gala televisiva llamada Eurovisión'10: Destino Oslo, emitida por La 1 y grabada en los Estudios Buñuel de TVE en Madrid. La gala estuvo presentada por Anne Igartiburu y Ainhoa Arbizu. El ganador se decidió por votación de un jurado profesional, compuesto por Manuel Bandera, José María Íñigo, Mariola Orellana, Toni Garrido y Pilar Tabares; y por el televoto del público.
Los artistas invitados a la gala fueron Rosa López, representante de España en el Festival de la Canción de Eurovisión 2002; Sergio Dalma, representante de español en el Festival de la Canción de Eurovisión 1991; David Bustamante, finalista de Operación Triunfo 1 y corista de Rosa en Eurovisión; así como una actuación del elenco español del musical Chicago.
Después de los votos de los cinco miembros del jurado y del televoto, Daniel Diges fue declarado ganador con su canción Algo pequeñito. Recibió 58 puntos del jurado y 60 puntos del televoto, asegurando así su victoria. En segundo y tercer lugar quedaron Coral Segovia y Lorena, respectivamente. Durante la gala, se pudo ver, la actitud vergonzosa de John Cobra, ya que el público lo abuchea y éste los responde por gestos no permitidos en horario infantil. Anne Igartiburu tuvo que pedir disculpas a los espectadores por este incidente
| Orden de actuación | Cantante             | Canción                 | T.G. | M.O. | J.M.I. | P.T. | M.B. | Jurado | Televoto | Total | Puesto |
| ------------------ | -------------------- | ----------------------- | ---- | ---- | ------ | ---- | ---- | ------ | -------- | ----- | ------ |
| 1                  | Venus                | "Perfecta"              | 5    | 4    | 6      | 4    | 5    | 24     | 30       | 54    | 4      |
| 2                  | Ainhoa Cantalapiedra | "Volveré"               | 4    | 3    | 7      | 6    | 4    | 24     | 25       | 49    | 6      |
| 3                  | Fran Dieli           | "Cuando se trata de ti" | 6    | 5    | 2      | 3    | 3    | 19     | 5        | 24    | 9      |
| 4                  | Lorena Gómez         | "Amor mágico"           | 10   | 10   | 3      | 7    | 7    | 37     | 40       | 77    | 3      |
| 5                  | Samuel y Patricia    | "Recuérdame"            | 2    | 7    | 8      | 5    | 8    | 30     | 20       | 50    | 5      |
| 6                  | José Galisteo        | "Beautiful Life"        | 3    | 2    | 5      | 2    | 2    | 14     | 35       | 49    | 7      |
| 7                  | John Cobra           | "Carol"                 | 1    | 1    | 1      | 1    | 1    | 5      | 10       | 15    | 10     |
| 8                  | Anabel Conde         | "Sin miedos"            | 8    | 6    | 4      | 8    | 6    | 32     | 15       | 47    | 8      |
| 9                  | Daniel Diges         | "Algo pequeñito"        | 12   | 12   | 12     | 10   | 12   | 58     | 60       | 118   | 1      |
| 10                 | Coral Segovia        | "En una vida"           | 7    | 8    | 10     | 12   | 10   | 47     | 50       | 97    | 2      |

A pesar de que José Galisteo y Ainhoa Cantalapiedra obtuvieron la misma puntuación, quedó José Galisteo por encima de ella puesto que recibió más apoyo de la audiencia

## En Eurovisión
Como miembro del denominado "Big Four", España se clasifica automáticamente para la final del día 29 de mayo de 2010, obteniendo la 15.ª posición con 68 puntos.